# Trinity (série)
Trinity é uma série de tv britanica, exibida pelo canal ITV2. A série se passa na universidade Trinity, uma respeitada instituição, mas que serve de playground para a jovem elite inglesa. Possui figuras como o sinistro Professor Maltravers (Charles Dance), o charmoso e arrogante Dorian (Christian Cooke) e a esnobe e sensual Rosalind (Isabella Calthorpe). A universidade, em sua tentativa de modernizar, abre suas portas para os estudantes "menos abastados", como o afrodescendente Theo Mackenzie (Reggie Yates), a alegre Maddy (Elen Rhys) e os idiotas Angus e Raj (Mark Wood and Arnab Chanda). No entento, é dito que "A universidade está podre, da base até o topo", Maltravers e Dorian estão ávidos em protejer os segredos do secreto Clube Dandelion, uma fraternidade composta dos alunos mais ricos da universidade, e alvo da nova diretora Dr. Angela Donne (Claire Skinner), que pretende acabar com os abusos cometidos pelos membros do Clube. Entre os mistérios envolvendo a universidade, está a morte de Richard Arc, ex-aluno e ex-presidente do Clube Dandelion. Sua morte é investigada por sua filha e também aluna de Trinity, Charlotte Arc (Antonia Bernath), que não descansará até descobrir a verdade sobre a morte do pai.